# フェイト・テスタロッサ
フェイト・テスタロッサ(Fate Testarossa)は、テレビアニメ作品『魔法少女リリカルなのは』シリーズに登場する架空の人物であり、同作の主人公の1人である。後にリンディ・ハラオウンの養子になり、名前がフェイト・T（テスタロッサ）・ハラオウン(Fate T. Harlaown)となる。担当声優は水樹奈々。

## 人物像

### 第1期・『A's』時
外見年齢は9歳（後述）。誕生日は5月29日。金の髪と「寂しげな目」をしたもう1人の魔法少女。なのは同様魔導師としての才能は非凡なものがある上に、幼い頃から母の使い魔であったリニスから戦闘訓練を受けて驚異的な速度でその教えを習得。出会った当初、なのはは手も足も出なかった。
高速移動からの斬撃による一撃離脱を得意とし、射撃・広範囲魔法も優れた前衛戦闘型の魔導師。一方でバリア出力の低さなど防御面に難があり、また攻撃に傾倒し過ぎるためトラップに弱い点をクロノに指摘された。魔力光は金色。魔力変換資質「電気」を保有しているため、変換プロセスを踏まずに電気を発生できる。『A's』時ではAAAクラスの魔導師。
初見の印象からクールな人物と思われがちだが、本来は争いごとを嫌い心優しく、遠慮と心配の豊かな少女。母・プレシアから虐待同然の酷い仕打ちを受けながらも懸命に尽くそうとするなど、強い意志の持ち主であり、プレシアを救いたいが故に頑固な一面を持つ。また素直な性格なため、プレシアの自身への仕打ちや自身の記憶の曖昧さなどをまったく疑わずジュエルシードを集めをした。
その正体はプレシアが事故で娘のアリシアを失ってから狂ったように研究していた「使い魔を超える人造生命の作成と死者蘇生の研究『プロジェクトF.A.T.E』」の前者の方の産物として生み出されたアリシアのクローンであり、その肉体に上記の成果「記憶転写」を施し、当初はアリシアの生前の記憶を持って目覚めた（そのためメモリークローンと言えるが、失敗作と判断したプレシアの手でその部分の記憶は消された）。
使い魔のアルフとは「使い魔と主人」の関係を越えた深い絆で結ばれている。
第1期11話のエイミィの台詞からフェイトという名前はプロジェクトFの開発コードであることも明かされている。
なお誕生時から（死亡時の）アリシアと同じ年齢の肉体・記憶を持って生まれたため、フェイトとして生きた時間は外見より短いと思われる。
使用デバイスはインテリジェントデバイス「バルディッシュ」。彼女の教育係だったリニスが、フェイト専用として愛情を込め作り上げたもの。常にフェイトの傍らにあって心の支えとなるが、『A's』におけるシグナムとの戦いで中破した。後に、新機能（ベルカ式カートリッジシステム「CVK792-R」）を組み込み「バルディッシュ・アサルト」として生まれ変わった。
黒ベースの服に赤黒のマントがトレードマーク。『A's』以降は左手と両足首下を装甲化した。バルディッシュの形状も死神の鎌をモチーフとしている。私服も黒を好むが白物も選ぶ傾向があるらしい。

### 『StrikerS』時
19歳（外見年齢）。執務官。魔法術式・ミッドチルダ式/魔導師ランク・空戦S+。
部隊ごとに保有出来る魔導師ランクの総計規模の関連でかけられる「能力限定」の魔力リミッターによって、なのはと同様約2.5ランク落ちている。
バリアジャケットはやや軍服調の〈インパルスフォーム〉という形態をとっている。その他に、レオタードのような薄い装甲の高速戦用形態〈真・ソニックフォーム〉が存在する（『A's』の時点では通常状態〈ライトニングフォーム〉と、高速移動形態〈ソニックフォーム〉があった）。
幼馴染である、なのはやはやてとは今でも親友である。特になのはとは、機動六課出向中は寮のルームメイト同士。
自動車を所有している。
様々な事件を解決する一方でロストロギアや違法研究の捜査を行っている。また事件の犠牲となった子供たちを保護し、救うことを自らに任じており、かつての自分と似た境遇のエリオとキャロの保護者となっている。仕事振りも優秀な一流の魔導師だが、仕事を離れれば親友や子供たちに対して少々過保護なほど世話焼きな性格。それゆえか無鉄砲ななのはや好戦的なシグナムらに呆れかえるなど苦労人な一面を見せた。
なお、執務官であるため、なのは・はやてと異なり階級は有していないが、武装隊での階級は一尉相当とされている。
プライベートでは義母リンディには「母さん」、義兄クロノには「お兄ちゃん」もしくは「クロノ」の呼称を用いる。

## 第1期におけるフェイト
母プレシアの指示で、ジュエルシードを集めるために使い魔のアルフを伴ってなのは達の住む世界にやってきた。
当初はなのはと敵対していたが、彼女の真っ直ぐな優しさや強さに心を開いていく。終盤で自分の誕生の秘密をプレシアから暴露され、さらに自分は「いらない子」だと宣告され心を閉ざしてしまったが、アルフの呼びかけやバルディッシュの支え、そしてなのはの言葉を胸に新たな道を歩む決意をし、なのはのピンチに駆けつけた。「プレシア事件」終結後、「友達になりたい」というなのはの呼びかけにこたえるべくなのはと再会し、お互いの名前を呼び合うことで友達となった。第1期最終話エピローグからは日常で着けるリボンが細い黒のリボンから太めのピンクのリボンを着けるようになった。

## 『A's』におけるフェイト
なのはとの再会の約束を胸に、1期の一連の出来事（PT事件）の重要参考人として裁判を受けていたが、ユーノやクロノ、リンディの働きかけで、保護観察は受けるものの（なお、保護観察官はギル・グレアム提督である）ほぼ無罪が確定。その裁判の途中に嘱託魔導師となり、またなのはやその親友のアリサ、すずかともビデオメールで交遊を重ねていた。その後、ヴィータの襲撃を受けたなのはの窮地にユーノ、アルフと共に駆け付け、戦いに加わることになる。そして、魔導師を襲撃して闇の書を蒐集するヴォルケンリッターと幾度となく衝突。その戦闘の最中、ヴォルケンリッターのリーダー格であるシグナムとは好敵手のような関係となった。そのため、事あるごとに勝負をするため、ヴィータからはシグナム共々「バトルマニア」呼ばわりされているが、シグナムとの模擬戦が好きなだけで決して好戦的というわけではない（ただし、負けず嫌いではあるらしい）。他にも運動神経が良く接近戦が多いためかフェイト役の水樹奈々やファンなどから王子様キャラだと思われがちだが実際はレヴィにセクハラをされ、真っ赤になるなどなのはよりも女の子らしい部分があり、『The MOVIE 1st』の告知の時、キャロから「守ってあげたくなるお姫様タイプ」と言われている。
突然起こった事件の捜索と、時空管理局の巡行艦「アースラ」の修繕を機にリンディ、クロノ、アルフと一緒に海鳴市の高級マンション（高町家の近所にある）で新たな生活を始め、アリサ、すずかとも晴れて対面しての友達となった。その数日後、留学生という形で私立聖祥大附属小学校へ通うことになる。またPT事件後、リンディから養子縁組の申し出をされており、戸惑い保留していたものの、「闇の書」事件終結後にそれを受け入れ、「フェイト・T・ハラオウン」を名乗る。
リーゼ姉妹の評価によると能力的にはクロノと完全に兄妹と言ってよいほど近いらしく、『-THE BATTLE OF ACES-』でのシグナムの見立てでは性格面でもクロノとの血縁を疑うほど似ているとされている。また、あまり登場しないが闇の欠片の彼女は、ジュエルシードを探していた頃（ヴィータシナリオ）と母親に捨てられた自身の苦悩が具現化した者が登場し、フェイト本人やクロノと対決しており、闇の欠片からも彼女の繊細さが現れている。「闇の書事件」後、小学4年生のときに時空管理局執務官候補生となり義兄クロノと同じアースラに勤務。その後、時空管理局執務官となっている。執務官試験に2度落ちており、そのことは禁句。シグナムは事あるごとに、フェイトをからかうためにそのことを引き合いに出す（ただし、試験時期になのはの看病に時間を割いたために、万全の状態で試験に臨めなかった可能性が『StrikerS THE COMICS』でそれとなく記述されている）。また、自宅から聖祥大附属中学に通学している。『-THE GEARS OF DESTINY-』の描き下ろしお風呂ポスターでは、レヴィに抱きつかれ、体を触られたり、前を隠そうとしないなのはにタオルを渡すなどやや苦労人として描かれている。

## 『StrikerS』におけるフェイト
第23話を除く全話に登場する不動のレギュラー。ただし物語の中核が「なのはと教え子たち」に置かれているためか、前二作と比べると幾分比重が落ちている（後期OPでなのはの対として描かれるキャラもフェイトからスバルに代わっている）。そのためか模擬戦に参加することもあまり見られなくなった。
なのはと共に正式に管理局に所属。訓練学校を経て義兄のクロノと同様時空管理局執務官となり、法務や事件捜査を担当している。執務官試験に2回落ちているが、なのはが負傷したことが原因になっていると思われる。新暦71年5月にシャリオ・フィニーノを希望指名し執務官補佐につけた。
執務官時代にエリオとキャロを保護し、2人に対しては本当の親子のように接している。さらに、ヴィヴィオと保護するなのはの後見人にもなっており、ヴィヴィオからは「もう1人のママ」と思われている（とはいえ、フェイト自身は本当の意味でヴィヴィオが「母」と慕っているのはなのはであると語っている）。
教育方針は少々過保護気味で、エリオとキャロの二人が局の魔導師になったことを本心では快く思っていない。また、ヴィヴィオが転んだときに自力で立たせようとするなのはに対し、泣きそうになっているヴィヴィオの元に駆け寄って「なのはママは厳しすぎ」と評したことからも幼い子供に対しては少なからぬ過保護な面が垣間見える。一方、それらの過度の愛情がエリオ、キャロの大人びた感性や急激な成長と食い違い、深く悩む一幕もあった (StrikerS SS02)。
エリオ達のような子供を保護したり、またハラオウン家で甥と姪（クロノとエイミィの子供）や、遡っては幼いころに当時生まれて間もなかったアルフの面倒を見ていたりしたためか、子供の扱いは手馴れており、なのはを困らせていたヴィヴィオを諭してみせてスバル達に感心される一幕もあった。といっても最初から上手く出来たわけではないらしく、子育てを始めた当初はリンディやレティ、桃子に相談を持ちかけたり、大量の育児書を読み漁っていたらしい (StrikerS SS02)。
親友のはやてが設立した機動六課に出向という形で所属し、部隊付執務官として法務担当と広域捜査の主任を務める一方、「ライトニング分隊」隊長としてエリオとキャロを率い、前線で活躍する。手が空いているときは2人の訓練も手がけるが、執務官という役柄上隊舎を空けることが多く、普段はなのはやヴィータに訓練は任せている模様。そのほかにも、シャーリーの新人4名用新デバイスの設計に協力もしていた。
最終話の模擬戦については、彼女のみ聞いておらず「全力全開」での模擬戦に戸惑っていたが、呆れながらもヴィヴィオに諭され納得し、準備段階から真・ソニックフォーム形態で勝負をすることになった。
第26話エピローグの機動六課解散後は次元航行部隊に復隊、その際ティアナを2人目の補佐官として、執務官志望の彼女を現場で鍛え続けた。ティアナは約1年半後にさらに難関となった執務官試験に見事合格している。

## 『ViVid』におけるフェイト
主人公高町ヴィヴィオの2人のママの一方として登場。本局次元航行部隊の執務官を続けており、実際には一緒にいる時間は少ないと思われるが、団欒シーンでは頻繁に顔を見せており、高町家の一員として、なのは・ヴィヴィオとの仲の良さを伺わせている。また、バリアジャケット時の髪型が、ツインテールからストレートに変わっている。『ViVid』ではかなり家庭的になっていて、アインハルトからは、なのは同様穏やかで家庭的な普通の母親だと思われていたらしく、それを言ったときに『StrikerS』時の本来の役職を知っているノーヴェに苦笑されていた。

## 『Force』におけるフェイト
エクリプス関連事件の捜査に従事する執務官として、なのはよりも早く登場。バリアジャケット時の髪型が再び変わっており、ストレートからポニーテールになっている。補佐官は引き続きシャリオ・フィニーノ。かつての副官であり現在では執務官として独立しているティアナ・ランスターと共同捜査にあたっている。フッケバイン艦内での戦いではサイファーと対峙する。「ディバイドゼロ・エクリプス」を受けて心停止するが、即座にAEDが作動し息を吹き返した。

## 使用魔法
フェイトの使用する魔法の多くには己の資質である「魔力変換資質・発電」によって、雷撃効果が付与されている。
フォトンランサー(Photon Lancer)
体の周囲に生成した発射体（フォトンスフィア）から、槍のような魔力弾を発射する直射型射撃魔法。
直線飛行のみで誘導性能を有しないが、代わりに弾速が速く連射も可能。
フェイトが最初に習得した魔法で、それだけに熟練しており、信頼性も高いために多用されている。 フェイトはインテリジェントデバイスなしでも発動できる（小説）。
第1期第4話の初出時では、「フォトンランサー・フルオートファイア」だった。
なお、初めて使われた第1期第4話で、なのははフォトンランサーの直撃を受け、一撃で昏倒してしまった（スターターブック）。
第1期第11話ではなのはの退路に用意しておく、遠隔発生と呼ばれる技術も見せた。
フォトンランサー・マルチショット(Photon Lancer Multishot)
フォトンランサーのバリエーションの1つ。
複数のフォトンスフィアを体の周囲に生成、同時に発射する魔法。
第1期第8話では、アルフがクロノからフェイトを逃がすために使用した。 また第11話での決戦時にフェイトがなのはのディバインシューターと撃ち合ったのもこの魔法。
アルフも同じ魔法を使えるが、射撃が得意ではないアルフのランサーは威力や精度がフェイトのそれより劣るため、牽制・攪乱用に着弾時炸裂効果を付与している。
フォトンランサー・ファランクスシフト(Photon Lancer Phalanx Shift)
第1期第11話で使用した、第1期時点でのフェイトの最強攻撃魔法。
直射系射撃魔法に分類され、30発以上のフォトンスフィアより繰り出される、フォトンランサーの一点集中高速連射。
小説版によると、生成されるフォトンスフィアは38基。 ここから毎秒7発の斉射を4秒継続することで、合計1064発のフォトンランサーを目標に叩きつけることになる。
メガミマガジンの設定資料での記載もほぼ同様で、継続時間の表記はないが「合計38基のフォトンスフィアから秒間7発の高速連射を行う『一斉射撃』」とされている。
なのはのスターライトブレイカーほどではないが、この魔法も呪文詠唱にそれなりの時間が掛かるため、使いどころはかなり難しい部類といえる。 本編中では、なのはをライトニングバインドで拘束して時間を稼いでいた。 また、フェイト自身の魔力を莫大に消費するため、1度使うと後がない状態に追い込まれかねないことも注意点と思われる。
なお、小説ではバリアジャケットの原形をかろうじて保っていられるほどの損害をなのはに与えている。
本編中での発動呪文は「アルカス・クルタス・エイギアス。疾風なりし天神、今導きのもと撃ちかかれ。バルエル・ザルエル・ブラウゼル。フォトンランサー・ファランクスシフト。撃ち砕け、ファイアー」。
プラズマランサー(Plasma Lancer)
フォトンランサーの発展型の直射系射撃魔法。
フォトンランサーと比べ、発射された弾自体に強度があり、目標に命中しなかった場合「ターン」のキーワード（遠隔操作）で方向転換し、再度目標へ向けて攻撃が可能。
このため、ある程度の誘導を可能とするようになったが、操作性はディバインシューターなどと比べると、あくまでも直線的。
発射時及び再発射時に、弾体及び発射体（スフィア）の一つ一つを環状魔法陣が取り巻くのが印象的。 ちなみにこの環状魔法陣は加速発射システムの意味がある。
環状魔法陣なしに発射体（スフィア）のみを生成することで放ったり、吹き飛ばされながらもバルディッシュ・アサルトを媒介にして放ったりと様々な発射方法がある。

アークセイバー(Arc Saber)
第1期の時点でのみ使用していた、誘導制御型射撃魔法。第1期第4話で初使用。
サイズフォームの先端に形成した、魔力斬撃用の圧縮魔力の光刃を発射する魔法。光刃はブーメランのように回転しながら飛行する。
発射後、任意の時点でキーワード「セイバーブラスト(Saber Blast)」で刃を爆発させてダメージを与えることも可能（小説など）。
刃を飛ばしてしまうが、すぐに刃は再生される。現在のところ、単発でしか使用していないため、連射はできないものと思われる。
弾速は速くはないが、バリアを「噛む」性質があり、軌道も変則的なので攻撃される側にとっては防御・回避しにくく厄介ではある。
また、当然使い手のフェイトはこの性質を熟知しており、特に魔導師相手に使う際には、囮として使ったり、相手の動きの妨害や足止めに使うなど、直接の攻撃というよりはむしろトリッキーな使い方をしている。
小説では、なのはのディバインシューターを両断しての攻撃という、攻防一体性も見せた。
ハーケンセイバー(Haken Saber)
『A's』以降使われている、ハーケンフォーム時のアークセイバーに当たる魔法。
ハーケンフォームの刃を飛ばして攻撃する。 刃の形状は、射出したときは三日月型だが、飛翔しながら高速回転して円形状に変化する（VFB及びA'sDVD第3巻ブックレット）。 高い切断力と自動誘導の性能を持つ。ただし映像で見た限りでは速度など性能面に特に変化は認められない。
『A's』第7話で、シグナムはハーケンセイバーが放たれた後から自分の攻撃を仕掛け、それから改めて回避行動をしていた。

サンダースマッシャー(Thunder Smasher)
フェイトが使う遠距離・直射系砲撃魔法。バルディッシュのデバイスフォームから放たれる。
ディバインバスター同様魔力をぶつけての封印ができる（スターターブック）。
バリア貫通能力や魔力のぶつかり合いではなのはのディバインバスターに劣るが、雷撃を伴うため、命中時の直接的な破壊力はこちらが勝る。
ただし、術者のフェイトは高速機動を得意としており、逆に防御にはやや難ありで、足を止めて撃ち合うのには向いていないため、使用頻度は低い。 フェイトの戦法の一つとして、この砲撃自体をフェイントに使うこともある（第1期第5話、漫画版Report2）。
どちらにせよ実際に行使されている魔法はこのサンダースマッシャーであることが、第1期DVDブックレットの解説等の資料によって明らかにされている。
プラズマスマッシャー(Plasma Smasher)
中・近距離砲撃魔法。電光を伴う純粋魔力攻撃。最大射程を犠牲に威力と発射速度を高めている。
サンダースマッシャーのバルディッシュ・アサルトバージョン。
バルディッシュから直接発射ではなく、左手から片手で放たれている。
ディバインバスターのように、発射するとき加速・増幅用の環状魔法陣が複数生成されるのが特徴。
『A's』本編中で第7話と第10話の2回、プラズマスマッシャーは使用されているが、どちらも防がれている（1度目はシグナムの飛龍一閃と相殺、2度目は闇の書の意志）。
トライデントスマッシャー(Trident Smasher)
プラズマスマッシャーの発展系と思われる、直射系砲撃魔法。
プラズマスマッシャー同様に、バルディッシュから直接発射ではなく、左手から片手で放たれている。
放射面の魔法陣中央から一本、続いて同じく放射面の魔法陣の中央を基点に上下に一本ずつ、枝分かれするようにトライデント状に3つに分かれた直射砲撃が飛び、着弾点で結合することで反応、雷撃を伴う大威力を発生させる。
中近距離の高速戦闘において高い威力を発揮する。
第12話でなのはのエクセリオンバスターと同時にクアットロたちに放った。
なお、この時お互いの魔法が相殺されたことから同程度の威力であろうと推測されている。

サンダーレイジ(Thunder Rage)
ロックオン系の範囲・広域攻撃魔法。バルディッシュのシーリングフォームから放たれる。
バインド能力を持つ雷光で範囲内の目標を拘束し、動きを止めた上で雷撃により一斉攻撃を行なう。この雷撃は精度が高く、範囲内でも術者が目標としたもの以外には影響を及ぼさない。
フェイトの無詠唱では最強の攻撃魔法。また、バルディッシュがない状態でも、呪文詠唱で発動できる（1期SS02）。
総合威力はディバインバスター・フルパワーとほぼ同等と推測される（1期第9話）。
またこの魔法は自然の力を借りるため、空の見える野外で撃つ場合は、全てが自己供給であるディバインバスターよりは魔力消費が少ない（小説版）。
ただし、拘束→雷撃の2段階の発動となるため、やや時間がかかるのが欠点。
サンターブレイド(Thunder Blade)
サンダーレイジのパワーアップバージョン(VFB)で、雷の剣を多数発射する、ロックオン式の複数攻撃魔法。
だが、見た目は随分と異なり、どちらかといえばクロノのスティンガーブレイド・エクスキューションシフトに似ている。
剣には環状魔法陣と同じようなものが貼り付けられている(VFB)。追加キーワード「ブレイク」で剣を爆破し、さらに放電によるダメージを与えることが可能。
バインドなどの副次効果はないがその分破壊力が高い。
本編中では、触手に絡み取られていたシグナムを見たフェイトがこの魔法を放ち、彼女を助けていた。

防御魔法
その名の通り防御のための魔法で、物理・魔力による攻撃を防ぐことができる（ただし、その分魔力は消費する）。
『StrikerS』で4種類の防御系魔法があることが判明しているが、そのうちの3種類「フィールド系防御魔法」「バリア系防御魔法」「シールド系防御魔法」を使用する。
バリアジャケット(Barrier Jacket)
魔導師が戦闘時に纏う、魔力で構成された衣服で、フィールド系防御魔法に分類される。
衣服だけではなく、衣服に覆われていない部分やデバイス本体も防御フィールドを生成して身を守ったり、空気抵抗を無効化している。
魔力で出来ているので、発動中（身に付けている間）は常に術者の魔力を消費し続ける。 このため、基本的には必要な時のみにしか装備しない。 また、その消費魔力量には差があり、防御力に比例していると考えられる。
相手の攻撃のみならず、自らの使用した魔力の逆流、暴発という危険性からも身を守るために、戦闘時だけではなく大規模な魔法の行使の時に着用することもある。
ライトニングフォーム(Lightning Form)
バルディッシュ・アサルトによってリファインされた、フェイト専用バリアジャケット。以降、フェイトは基本的にはこのライトニングフォームを纏い、必要時のみ下記のソニックフォームに切り替える、という方式をとっている。
両足と左手の追加装甲に目を奪われがちだが、なのはのセイクリッドモードと比較すると、むしろ防御の強化はピンポイントに止めることで魔力消費の増加を抑え、元来の高速機動を存分に生かすことを目的としている。
The MOVIE 2ndVer.
TV版同様に装甲を施した上で、マントの装着方式と共に襟元が変更。その他白や赤のライン、金色の留め具など装飾が増え、基本は同一ながらイメージの変わったものとなっている。
ソニックフォーム(Sonic Form)
フェイトのバリアジャケットの換装形態。
装甲をさらに薄くすることによってより高い高速機動を実現する。見た目は、ほとんどレオタードにスパッツのみという状態。さらに、手足にバルディッシュのフィンブレードやなのはのフライアーフィンのような光の羽「ソニックセイル」を生やしている。また、右手にも装甲が追加されている。
圧倒的な運動性・機動性・攻撃速度を手に入れた分、「受け」に使用する手足以外は防御力は無いに等しく、加速と攻撃の反動に耐える以外の目的は無い。攻撃に当たれば致命傷になりかねないのでまさに諸刃の剣といってよい。元来の防御の薄さを補うのではなく、さらに長所である高速戦闘を追求するあたり、「速度」に全てを賭けたフェイトの決意の表れである。
『A's』第7話で名前のみ登場。実際に披露したのは第9話だが、このときも仮面の戦士が乱入したため、真価は発揮できずじまい。
第10話では、至近距離から囲まれた状態で放たれたブラッディダガーを回避するのみならず、同じく至近距離で囲まれていたなのはを救出するシーンで性能の片鱗をみせたが、ラストで闇の書の意志に突撃をかけたところでは、距離がありすぎたためか、あっさり返り討ちにあう。近接戦闘を主体としたこのフォームでの中距離以上の戦闘は向かないと思われる。
また、DVD版ブックレットの解説によれば、このフォームは未完成の状態で実戦投入となったらしい。
ブレイズフォーム
『The MOVIE 2nd A's』にて闇の書に取り込まれたフェイトが闇の書から脱出後にライトニングフォームから変化した形態。マントが白に変わっており、一部の形状も変わっている。
インパルスフォーム
『StrikerS』以降でのフェイトの通常時のバリアジャケット。軍服調へと大きく変化し、色も今までの黒から濃紺に。マントも白地の黒縁となり、これはエリオ・キャロにも引き継がれた。
ただし「高速機動を生かす」というコンセプトは変わらず、左手と足首下の装甲も同様である。
真・ソニックフォーム
『StrikerS』以降でのフェイトのバリアジャケットの換装形態で、『A's』のソニックフォームの完成形態というべきもの。
速度を極限までに重視するために防御力を完全に無視した状態であり、バルディッシュのライオットザンバーの性能を最大限に引き出すための形態とも言っても過言ではない。
The MOVIE 1stVer.
なのはに比べると変化は少ないが、マントが逆V字状となる切れ目が入っている。
ディフェンサー(Defensor)
高速自動防御魔法。
機動力に優れ、「防ぐ」よりも「かわす」ことに特化したフェイトは、防御魔法は苦手で、このディフェンサーも、バルディッシュの自動詠唱による最低限の防御でしかない。
ディフェンサープラス(Defensor Plus)
『A's』第7話で初使用された、ディフェンサーの強化版。受け止めるよりは反らすための防御魔法で、膜状のバリアを発生させる。
『A's』第10話ではカートリッジを2発使用し、闇の書の意志が放ったスターライトブレイカーの拡散魔力からアリサとすずかを完全に防御するため、半球型で遠隔発動させている（これは防御出力の高くないフェイトにとっては負担となったようである）。
また、その前面でフェイトはさらにラウンドシールドを展開し、威力がディフェンサープラスに接触する事を最小限に押さえ込もうとした。
初めて名称がでたのは『A's』第10話だが、A'sDVD3巻ブックレットで、『A's』第7話で使用したのもこの魔法であることが明らかにされた。このときは攻撃命中箇所に集中することにより防御効果を高めている。

プラズマザンバーブレイカー(Plasma Zamber Breaker)
『A's』第12話でフェイトの使った強力な砲撃魔法。「ザンバー」の語が入っている所からも明らかなように、バルディッシュ・アサルトのザンバーフォームで行使される。
高速の儀式魔法によって雷を発生させ、そのエネルギーをザンバーフォームの刀身に蓄積させたうえで、フェイト自身とバルディッシュ・アサルトのカートリッジ全弾の魔力を重ね合わせ、雷光を伴った強力な砲撃として放つ。
なお、屋内では落雷を発生させられないため、プラズマスフィア（プラズマランサーを放つ際に生成する発射台）をその代わりに使うらしい。
掛け声は「雷光一閃」。
闇の書の闇に対して、その防御を削り取る最後の一押しとして、なのはのスターライトブレイカーexとはやてのラグナロクとの同時砲撃、いわゆる「トリプルブレイカー」として使用された。
正式名称は、VFB掲載の設定資料およびDVDブックレットの魔法辞典。なお、公式ページでの名称は「プラズマザンバー」とされていた。